# دقاش
دقاش إحدى مدن الجمهورية التونسية، تقع في ولاية توزر. هي مركز معتمدية تحمل اسمها تعد 30 ألف ساكن.

## التاريخ
تحمل دقاش تاريخا ثريا حيث تعاقبت عليها كل الحضارات من البربر مرورا بالرومان فالعرب المسلمون.وكانت منذ القدم موطنا لتلاقي الثقافات المختلفة وفي هذا الإطار يمكن ذكر الاقليات اليهودية التي عاشت فيها بسلام جنبا إلى جنب مع الاهالي المسلمين.
تعرف دقاش بجمال مواقعها الطبيعية حيث تتداخل في معالمها الصحراء والجبال والواحة وشط الجريد الذي يعد أكبر سبخة في العالم...لكن رغم ذلك تبقى الاستثمارات السياحية فيها محدودة بسبب سياسة المركزية التنموية والتي تحتكر توزر المدينة بمقتضاها غالبية الاستثمارات التنموية بالجهة على حساب جهات واعدة أخرى مثل دقاش ونفطة.
في قطاعي الصناعة والفلاحة تحتل دقاش الصدارة بين مدن الولاية باستثمارات كبيرة...
كما تحتل دقاش الطليعة في مجال التعليم حيث تكون نسب النجاح مرتفعة وخاصة في الامتحانات الوطنية بالمدينة التي عرف عن أبنائها نبوغهم وبرز من بينهم رجالات خدموا الوطن في كافة الميادين من أمثال المولدي الحرشاني ويوسف الرويسي وعامر الحرشاني وغيرهم.

## الرياضة
واقتحمت دقاش عالم الرياضة من بوابة كرة القدم تحت مسمى الكوكب الرياضي بدقاش الذي تاسس في 23 جويلية 1963 عن طريق مجموعة من اعيان المنطقة وابرزهم الحاج أحمد الصحبي عبد الرحيم وهو تاجر من أكبر تجار الجنوب. وتم المصادقة على بعث النادي بميزانية قدرت ب 9900 دينار تونسي وساهم«الحاج الصحبي» بخمس الميزانية المتاحة ان ذاك. كما تتكون دقاش المدينة من عدة احياء ومن اشهرها راس الزاوية زنقة الكوشة واولاد حميدة والحي الجديد وحي حسناوي والعرق والبياضة.

## أعلام
- سهام بادي
- منصر الرويسي